# Daler Kuzyayev
Daler Adyamovich Kuzyayev - em russo, Далер Адьямович Кузяев (Naberejnye Chelny, 15 de janeiro de 1993) - é um futebolista russo de etnia tártara que atua como meio-campo. Atualmente, joga pelo Le Havre.
Em tártaro, seu nome é Дәлир Әдһәм улы Хуҗаев (Dälir Ädäm ulı Xucaev)

## Carreira
Foi convocado para defender a Seleção Russa de Futebol na Copa do Mundo de 2018 e na Eurocopa de 2020.

## Títulos
Zenit
- Campeonato Russo: 2018–19, 2019–20, 2020–21, 2021–22, 2022–23
- Copa da Rússia: 2019–20
- Supercopa da Rússia: 2021, 2022